# Нильссон, Эрнст
Эрнст Хильдинг Вальдемар Нильссон (швед. Ernst Hilding Waldemar Nilsson; 10 мая 1891, Мальмё, Швеция — 11 февраля 1971,  Мальмё, Швеция) — шведский борец вольного и греко-римского стилей, бронзовый призёр Олимпийских игр, двукратный чемпион мира 

## Биография
На Летних Олимпийских играх 1912 года в Стокгольме боролся по греко-римской борьбе в весовой категории до 82,5 килограммов (средний вес «B»). Проиграв в первом и четвёртом кругах из дальнейшего турнира выбыл
См: турнирную сетку
В 1913 году завоевал звание чемпиона мира в тяжёлом весе по греко-римской борьбе. 
На Летних Олимпийских играх 1920 года в Антверпене боролся в весовой категории свыше 82,5 килограммов (тяжёлый вес) как в соревнованиях по греко-римской, так и по вольной борьбе. 
В греко-римской борьбе проиграл в четвертьфинале и в дальнейшем выбыл из борьбы за призовые места. 
См: турнирную сетку
В вольной борьбе проиграл в полуфинале. В схватке за третье место с Фредериком Мейером по каким-то причинам была зафиксирована ничья, что не допускалось правилами. До сей поры имеется неопределённость: были ли вручены две бронзовые медали или оба борца остались на четвёртом месте. В официальном отчёте оба борца числятся на третьем месте. 
См: турнирную сетку
В 1922 году во второй раз стал чемпионом мира по греко-римской борьбе. В 1923 году победил на чемпионате Северных стран.
На Летних Олимпийских играх 1920 года в Антверпене боролся в весовой категории свыше 82,5 килограммов (тяжёлый вес) как в соревнованиях по греко-римской, так и по вольной борьбе. 
В греко-римской борьбе проиграв в первом и четвёртом кругах из дальнейшего турнира выбыл
См: турнирную сетку
В вольной борьбе добрался до финальной встречи, но там проиграл. В турнире за второе место снова проиграл, а в турнире за третье место отказался участвовать. 
См: турнирную сетку
Умер в 1971 году